# Fakundus z Hermiane
Fakundus z Hermiane (VI wiek) – biskup Afryki. Gdy cesarz Justynian I Wielki potępił Trzy Dzieła, Fakundus przybył do Konstantynopola i przeciwstawił się temu aktowi. Twierdził, że cesarz nie może zabierać głosu w sprawach teologicznych. Wkrótce opuścił Konstantynopol, by uzyskać poparcie papieża Wigiliusza.
Zdecydowany zwolennik uchwał soboru w Chalcedonie.
Zachowały się następujące pisma Fakundusa z Hermiane: Dwanaście ksiąg w obronie Trzech Dzieł, Przeciw nauczycielowi Moncjanowi oraz List o wierze katolickiej w obronie Trzech Dzieł.